# Estância de Baixo
Estância de Baixo (crioll capverdià Stanxa d’ Bóx’) és una vila a la part occidental de l'illa de Boa Vista a l'arxipèlag de Cap Verd. La vila es troba a 6 km al sud-est de Sal Rei, capital de l'illa, a l'oest del Deserto de Viana. Hi ha un equip de futbol local, Desportivo Estância Baixo.